# Marek Jakubiak

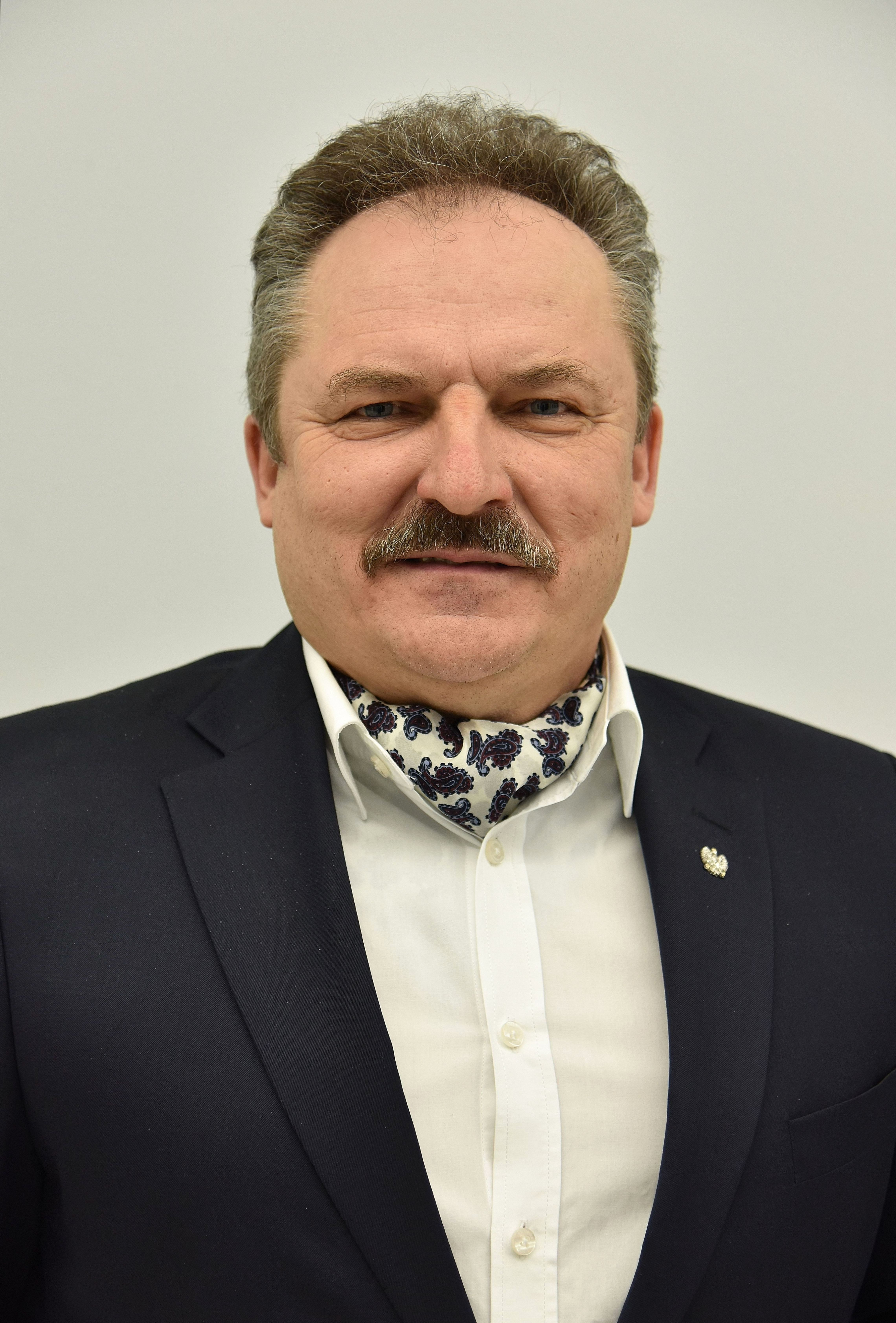
Marek Jakubiak (2016)

Marek Jakubiak (* 30. April 1959 in Warschau) ist ein polnischer Unternehmer, Politiker und Abgeordneter des Sejm der 8. Wahlperiode (2015–2019) und erneut seit 2023.

## Leben
Jakubiak besitzt die Hochschulreife. 1980 absolvierte er die Schule für Offiziersanwärter und beendete anschließend ein nachlyzeales Fachstudium. Danach war er Berufssoldat und arbeitete in der Flugzeugabfertigung als Techniker. Nach Erreichen des Dienstgrads Oberfähnrich verließ er zu Beginn der 1990er-Jahre das Militär.
In Warschau als Unternehmer tätig, beschäftigte seine Firma sich mit der Montage von Kabelfernsehen. Im Jahr 1996 wurde er Aufsichtsrats- und Vorstandsmitglied einer Brauerei in Krotoszyn, die später insolvent ging. 2002 kaufte Jakubiak die Brauerei Ciechan von der Brau Union. Aufgrund dessen baute er sein eigenes Vertriebsnetz auf und entwickelte mit dem Ciechan Wyborne die Produktion nicht pasteurisierten Bieres. In den folgenden Jahren erweiterte er über die Browary Regionalne Jakubiak sp. z o.o. sein Unternehmensportfolio um weitere Regionalbrauereien aus Bojanowo und Lwówek Śląski.
Bei der Parlamentswahl 2015 kandidierte er im Wahlkreis Płock als Listenerster (unterstützt durch die rechtsextreme Ruch Narodowy) für die Bewegung Kukiz’15 und bekam mit 11.131 Wählerstimmen ein Abgeordnetenmandat. Er hatte außerdem den stellvertretenden Fraktionsvorsitz inne.
Jakubiak fiel während der Debatte um die Änderung des Gesetzes über das Institut des Nationalen Gedenkens („Holocaust-Gesetz“) 2018 mit antisemitischen und den Holocaust relativierenden Äußerungen auf. So sprach er sich für eine Gleichsetzung der Schicksale aus, die Polen und Juden während des Zweiten Weltkriegs zu erdulden hatten: Er sagte, „dass die Polen ebenfalls einen Holocaust erlitten haben, der dem jüdischen in nichts nachsteht“. Zudem hätten zwar Polen Juden während der Verfolgung durch Nazideutschland geholfen, umgekehrt die Juden aber die sowjetische Besatzung Polens freudig begrüßt. Er fragte, „wo die Juden waren, als 500 000 Polen vor ihren Augen ermordet wurden und zwei Millionen in die Todeszüge nach Sibirien gesteckt wurden.“ Anschließend bestritt er die Existenz jeglichen Antisemitismus in Polen. Bei der Wahl zum Stadtpräsidenten von Warschau im Oktober 2018 belegte er mit 3,0 % lediglich den vierten Platz. Bei den Wahlen 2023 erlangte er erneut ein Mandat, diesmal über die Wahlliste der PiS. Er schloss sich dem Kukiz-Kreis an.
Er trat bei der Präsidentschaftswahl in Polen 2025 an, verfehlte jedoch den Einzug in die Stichwahl.

## Trivia
Im Rahmen eines Business Forums hielt Jakubiak Vorträge an der Wirtschaftsuniversität Breslau. Er sponserte das rechtsgerichtete Internetportal kresy.pl. Mit einem Vermögen von über 62 Mio. Złoty gehörte er zu den reichsten Sejm-Abgeordneten der 8. Legislaturperiode.
2014 wurde Jakubiak in mehreren deutschen Medien erwähnt, als er sich über Dariusz Michalczewskis Engagement gegen Homophobie lustig machte.